# Kathedraal van de Ontslapenis van de Moeder Gods (Kolomna)
De Kathedraal van de Ontslapenis van de Moeder Gods (Russisch: Успенский собор) is een Russisch-orthodoxe kathedraal in het kremlin van de Russische stad Kolomna.

## Geschiedenis
De eerste kathedraal gewijd aan de hemelvaart van de Moeder Gods werd gebouwd in 1379 door Dmitri Donskoi na de eerste overwinning van de Russen op het grote leger van de Gouden Horde in de Slag aan de Vozja rivier. De ernstig in verval geraakte kathedraal werd in 1672 afgebroken om plaats te maken voor de huidige kerk. 
In 1929 werd de kerk geplunderd en werden de graven van de bisschoppen vernield. In hetzelfde jaar werd de kathedraal gesloten voor de eredienst.
De kerk werd in 1989 teruggegeven aan de gelovigen waarna een grootschalige restauratie plaatsvond. De kerk bezit relikwieën van Johannes de Doper en de orthodoxe heilige Stefana Savvaitov. Een ander belangrijk heiligdom is het Don-icoon van de Moeder Gods. De kathedraal bezit een uitgebreide bibliotheek.   